# Haldena (luna)
Haldena (grško Χαλδηνη: Haldéne) je Jupitrov naravni satelit (luna). Spada med  nepravilne lune z retrogradnim gibanjem. Je članica Karmine skupine Jupitrovih lun, ki krožijo okoli Jupitra v razdalji od 23 do 24 Gm in imajo naklon tira okoli 165°. 
Luno Haldeno je leta 2000 odkrila skupina astronomov, ki jo je vodil Scott S. Sheppard z Univerze Havajev. Prvotno so jo označili kot S/2003 J 10. Znana je tudi kot Jupiter XXI. Ime je dobila po Haldeni iz grške mitologije .
Luna Haldena ima premer okoli 3,8 km in obkroža Jupiter v povprečni razdalji 22,713.000 km. Obkroži ga v  723  dneh 16  urah  in 48 minutah po krožnici z veliko izsrednostjo, ki ima naklon tira okoli 167 ° glede na ekliptiko oziroma 169 ° in na ekvator Jupitra. 
Njena gostota je ocenjena na 2,6 g/cm3, kar kaže, da je sestavljena iz kamnin. 
Luna izgleda zelo temna, ima odbojnost 0,04. Njen navidezni sij je 22,5 m.